# 갈전로동자구
갈전로동자구(葛田勞動者區)는 조선민주주의인민공화국 금야군 남부에 위치한 로동자구이다. 의미는 '칡이 많은 밭'이란 뜻이다. 특히 이곳은 갈탄이 매장된 곳이다. 이곳의 금야청년광산에선 석탄을 생산해서 주로 북조선의 함경남도와 강원도 곳곳으로 보낸다. 1972년에는 철도가 건설되었다. 현홍역이 위치해 있다.

## 같이 보기
- 로동자구